# آرتسواشن
آرتْسْواشِن (به ارمنی: Արծվաշեն، به‌معنی شهر عقاب) یکی از برون‌بومهای کشور ارمنستان محاط در خاک جمهوری آذربایجان است.

آرتسواشن که جزئی از استان گغارکونیک ارمنستان است پس از جنگ میان دو کشور از سوی جمهوری آذربایجان تصرف شده است و در متون آذربایجانی نام آن به باشکند تغییر داده شده.
مساحت این برون‌بوم ۴۰ کیلومتر مربع است و از زمان جنگ قره‌باغ در دست نیروهای جمهوری آذربایجان قرار دارد.
پس از تصرف، ساکنان ارمنی اخراج شدند و امروزه ساکنان این روستای بزرگ را آذربایجانی‌ها تشکیل می‌دهند.